# هورفیلد
هورفیلد (به انگلیسی: Horfield) یک حومه شهر در بریتانیا است که در بریستول واقع شده‌است. هورفیلد ۱۲٬۸۲۶ نفر جمعیت دارد.